# Ago di Nardis
L'Ago di Nardis (3289 m s.l.m.) è una montagna delle Alpi Retiche meridionali, nel gruppo della Presanella. È una cima secondaria ben individuata grazie alla slanciata cuspide sommitale.
Si trova in val Genova, in Trentino-Alto Adige (Provincia di Trento).

## Descrizione
L'Ago di Nardis si trova sul lungo costone che si stacca dalla dorsale principale del gruppo della Presanella nei pressi del monte Gabbiolo e scende fino al Tamalè (2582 m), sopra lo sbocco della val Genova, separando la val Gabbiolo e la val Rocchette, a ovest, dalla val Nardis, a est. Detto costone forma le creste nord e sud della montagna. Dalla cima si dirama verso est un'altra cresta che poco sotto la vetta forma un'ampia spalla (3244 m) e poi scende con un salto roccioso sulle morene dell'alta val Nardis.
Tra le creste est e nord si incunea la vedretta di Nardis, dalla quale la cima si alza di poco. Verso la val Gabbiolo precipita una grandiosa parete rocciosa, alta più di 600 metri.

## Prima ascensione
La prima ascensione fu compiuta il 28 luglio 1885 dal romano Alberto de Falkner col figlio Orazio, I. Salvatori e A. Tambosi, con le guide rendenesi Antonio Dallagiacoma e Angelo Ferrari "Spalla". Nello stesso giorno gli stessi realizzarono la prima salita del vicino monte Botteri (3272 m).

## Itinerari
L'Ago di Nardis viene salito raramente, perlopiù dal versante nord-est: dal bivacco Roberti (2205 m) si segue lungamente l'itinerario per la Presanella, quindi si traversa la vedretta di Nardis e si sale per neve e sfasciumi fin sotto la piramide della cima, che si supera sulla sinistra (ore 3; F fin sotto la cima; per la cima: II e III grado, 20 metri). La salita è effettuabile anche con partenza dal rifugio Segantini, per il passo dei Quattro Cantoni (2809 m).
Sulla parete ovest sono stati tracciati alcuni itinerari di alta difficoltà, che contano pochissime ripetizioni.

## La Grande Guerra
Sotto la vetta sono evidenti i resti del presidio austriaco della prima guerra mondiale.
La zona non fu teatro di scontri diretti, ma tutta la dorsale dal passo del Gabbiolo al Tamalè fu presidiata dagli austriaci con numerose postazioni di artiglieria. Le postazioni erano rifornite con una teleferica che da Pinzolo saliva con tre tronchi fino alla spalla 3244 m dell'Ago di Nardis. Due obici erano installati nei pressi della sella a nord dell'Ago; altri due più a sud, nei pressi del Croz della Baracche; uno sull'ultimo rilievo della dorsale, al Tamalè. Poco più a monte dell'Ago, alle pendici di Punta Botteri, nell'estate 2000 è riaffiorato dal ghiaccio un cannone austriaco da 10,4 cm modello 1915 di fabbricazione Skoda.